# Blechnum insularum
Blechnum insularum är en kambräkenväxtart som beskrevs av Conrad Vernon Morton och Lellinger. Blechnum insularum ingår i släktet Blechnum och familjen Blechnaceae. Inga underarter finns listade.